# Pelecyodon
Pelecyodon és un gènere de peresós terrestre que visqué entre l'Oligocè inferior i el Miocè a Sud-amèrica.